# 瀬川信久
瀬川 信久（せがわ のぶひさ、1947年12月22日 - ）は、日本の法学者。専門は民法。学位は、法学博士（東京大学・論文博士・1986年）。北海道大学名誉教授、早稲田大学名誉教授。日本学士院会員。岐阜県高山市出身。

## 略歴
略歴は以下のとおり。
- 1947年12月22日、岐阜県高山市に3人兄弟の次男として生まれる。
- 1967年03月 - 岐阜県立斐太高等学校卒業（在籍中に1年間AFSで米国へ留学したため卒業が1年遅れとなる）
- 1971年06月 - 東京大学法学部卒業
- 1971年10月 - 司法試験合格
- 1973年03月 - 東京大学大学院法学政治学研究科博士課程前期課程民刑事法専攻修了
- 1973年04月 - 東京大学法学部助手
- 1976年07月 - 北海道大学法学部助教授
- 1981年10月 - パリ第2大学（フランス共和国）にて在外研究（1983年7月まで）
- 1985年07月 - 北海道大学法学部教授
- 1986年06月 - 法学博士（東京大学）（学位論文「不動産附合法の研究」）
- 2000年04月 - 北海道大学大学院法学研究科教授（大学院重点化による改組）
- 2004年04月 - 北海道大学大学院法学研究科法律実務専攻長（2006年3月まで）
- 2006年12月 - 北海道大学大学院法学研究科長・法学部長（2008年12月まで）
- 2011年03月 - 北海道大学定年退官
- 2011年04月 - 北海道大学名誉教授、早稲田大学大学院法務研究科教授
- 2017年012月 -日本学士院会員[1]
- 2018年03月 - 早稲田大学定年退官
- 2018年04月 - 早稲田大学名誉教授

この他に、適格消費者団体 認定NPO法人消費者支援ネット北海道の初代理事長も務めた。

## 活動
司法試験考査委員、法制審議会委員を歴任。

## 研究領域
不動産附合法の研究にはじまり、借地法、不法行為法、金融法のほか、消費者法、知的財産法までも研究対象としている。また、法解釈方法論についても多数の研究業績をあげている。
日本学士院は、「民法の解釈論・立法論が依るべき基礎の構築に貢献した」と、同人の業績を評価した。

## 受賞歴
- 市政調査会藤田賞 （1996年）
- 日本不動産学会著作賞 （1997年）

## 主著
- 『不動産附合法の研究』 （有斐閣、1981年）
- 『日本の借地』 （有斐閣、1995年）
- 『民法判例集 担保物権・債権総論 （第2版）』（内田貴他と共著、有斐閣、2004年）
- 『民法判例集 債権各論（第3版）』（内田貴他と共著、有斐閣、2008年）
- 『事例研究 民事法』（日本評論社、2008年）

ほか多数

## 門下生
- 水野謙（学習院大学教授）
- 福田誠治(駒澤大学教授)